# Fort Myers
Fort Myers è un comune degli Stati Uniti d'America, nella Contea di Lee, nello Stato della Florida.
Forma con Cape Coral un agglomerato urbano che conta più di 500.000 abitanti. 

## Società

### Evoluzione demografica
Ha un grandissimo incremento demografico: è passata dai 48.208 abitanti censiti nel 2000 ai 60.531 stimati nel 2006.

## Monumenti e luoghi d'interesse

### Aree naturali
- Caloosahatchee National Wildlife Refuge: è il Rifugio Nazionale di Animali e Piante Selvatiche del Caloosahatchee, una parte del National Wildlife Refuge System (Sistema di Rifugio Nazionale di Animali e Piante Selvatiche) degli Stati Uniti d'America.

## Cultura

### Nella cultura di massa

#### Cinema e televisione
- La scena della città abbandonata con il teatro Edison, dal film del 1985 Il giorno degli zombi è ambientata nella downtown di Fort Myers.
- Alcune scene del film del 1995 La giusta causa sono ambientate nella downtown di Fort Myers.
- Una parte del film indipendente del 1999 Trans è ambientato a Fort Myers.